# إريك ريزو
إريك ريزو هو لاعب كرة قدم كوبي في مركز الوسط، ولد في 28 فبراير 1991 في مدينة سانتياغو دي كوبا في كوبا. لعب مع FC Santiago de Cuba ‏.

## وصلات خارجية
- إريك ريزو على موقع قاعدة بيانات كرة القدم.إي يو (الإنجليزية)
- إريك ريزو على موقع عالم كرة القدم.نت (الإنجليزية)